# Championnats du monde de gymnastique rythmique 2023
Navigation
2022 2025
Les Championnats du monde de gymnastique rythmique 2023, quarantième édition des Championnats du monde de gymnastique rythmique, ont lieu du 23 au 27 août 2023.
Le championnat est une épreuve de qualification pour les Jeux olympiques de 2024 à Paris : les 14 gymnastes les mieux classées du concours multiple (avec un maximum de deux gymnastes par CNO), et les 5 premiers ensembles (sauf équipes déjà qualifiées aux précédents mondiaux) obtiendront une place pour leur pays.

## Participants
Au total, 62 nations participent à cette compétition.
| Participants           | Nations |
| ---------------------- | --- |
| Groupe + 3 individuels | Azerbaïdjan Bulgarie Hongrie Ukraine États-Unis |
| Groupe + 2 individuels | Brésil Chine Espagne France Allemagne Grèce Israël Italie Japon Kazakhstan Ouzbékistan |
| Groupe + 1 individuel  | Australie Tchéquie Estonie Finlande Géorgie Mexique Pologne |
| Groupe                 | Turquie |
| 3 individuels          | Canada Égypte Philippines Slovénie |
| 2 individuels          | Nouvelle-Zélande Roumanie |
| 1 individuel           | Andorre Angola Argentine Autriche Belgique Bosnie-Herzégovine Colombie Croatie Chypre Grande-Bretagne Indonésie Kirghizistan Corée du Sud Lettonie Laos Lituanie Luxembourg Malaisie Moldavie Mongolie Monténégro Norvège Portugal Afrique du Sud Singapour Saint-Marin Serbie Sri Lanka Suisse Slovaquie Suède Taipei chinois |

## Médaillées
| Épreuve                                         | Or | Argent | Bronze |
| ----------------------------------------------- | --- | --- | --- |
| Compétition par équipe                          | | | |
| Concours général par équipe résultats détaillés | Bulgarie- Individuel - Eva Brezalieva - Boryana Kaleyn - Stiliana Nikolova - Groupe - Sofia Ivanova - Kamelia Petrova - Rachel Stoyanov - Radina Tomova - Zhenina Trashlieva | Allemagne- Individuel - Margarita Kolosov - Darja Varfolomeev - Groupe - Anja Kosan - Daniella Kromm - Alina Oganesyan - Hannah Vester - Emilia Wickert | Italie- Individuel - Milena Baldassarri - Sofia Raffaeli - Groupe - Martina Centofanti - Agnese Duranti - Alessia Maurelli - Daniela Mogurean - Laura Paris - Alessia Russo |
| Finales individuelles                           | | | |
| Concours général individuel résultats détaillés | Darja Varfolomeev | Sofia Raffaeli | Daria Atamanov |
| Cerceau résultats détaillés                     | Darja Varfolomeev | Sofia Raffaeli | Fanni Pigniczki |
| Ballon résultats détaillés                      | Darja Varfolomeev | Sofia Raffaeli | Stiliana Nikolova |
| Massues résultats détaillés                     | Darja Varfolomeev | Boryana Kaleyn | Viktoriia Onopriienko |
| Ruban résultats détaillés                       | Darja Varfolomeev | Boryana Kaleyn | Ekaterina Vedeneeva |
| Finales de groupes                              | | | |
| Concours général en groupe résultats détaillés  | Israël - Shani Bakanov - Eliza Banchuk - Adar Friedmann - Romi Paritzki - Ofir Shaham - Diana Svertsov                                                                       | Chine - Ding Xinyi - Guo Qiqi - Hao Ting - Huang Zhangjiayang - Pu Yanzhu - Wang Lanjing                                                                | Espagne - Ana Arnau Inés Bergua Mireia Martínez Patricia Pérez Salma Solaun                                                                                                 |
| 5 cerceaux résultats détaillés                  | Chine - Ding Xinyi - Guo Qiqi - Hao Ting - Huang Zhangjiayang* - Pu Yanzhu - Wang Lanjing                                                                                    | Espagne - Ana Arnau Inés Bergua Mireia Martínez Patricia Pérez Salma Solaun                                                                             | Italie - Martina Centofanti Agnese Duranti Alessia Maurelli Daniela Mogurean Laura Paris Alessia Russo*                                                                     |
| 3 rubans + 2 ballons résultats détaillés        | Israël - Shani Bakanov - Eliza Banchuk - Adar Friedmann* - Romi Paritzki - Ofir Shaham - Diana Svertsov                                                                      | Chine - Ding Xinyi* - Guo Qiqi - Hao Ting - Huang Zhangjiayang - Pu Yanzhu - Wang Lanjing                                                               | Ukraine - Yelyzaveta Azza - Diana Baieva - Daryna Duda - Alina Melnyk - Mariia Vysochanska* - Oleksandra Yushchak                                                           |

* Gymnaste de réserve

## Résultats

### Par équipes
| Médaille d'or      |
| Médaille d'argent  |
| Médaille de bronze |
| 4                  |
| 5                  |
| 6                  |
| 7                  |
| 8                  |

### Individuel

#### Qualifications
Les 18 premières sont qualifiées pour la finale du concours complet. Les huit mieux classées à chaque appareil sont qualifiées pour les finales par appareil correspondantes.
| 1 |
| 2 |
| 3 |
| 4 |
| 5 |
| 6 |
| 7 |
| 8 |

#### Concours général individuel
| Médaille d'or      |
| Médaille d'argent  |
| Médaille de bronze |
| 4                  |
| 5                  |
| 6                  |
| 7                  |
| 8                  |

#### Cerceau
| Médaille d'or      |
| Médaille d'argent  |
| Médaille de bronze |
| 4                  |
| 5                  |
| 6                  |
| 7                  |
| 8                  |

#### Ballon
| Médaille d'or      |
| Médaille d'argent  |
| Médaille de bronze |
| 4                  |
| 5                  |
| 6                  |
| 7                  |
| 8                  |

#### Massues
| Médaille d'or      |
| Médaille d'argent  |
| Médaille de bronze |
| 4                  |
| 5                  |
| 6                  |
| 7                  |
| 8                  |

#### Ruban
| Médaille d'or      |
| Médaille d'argent  |
| Médaille de bronze |
| 4                  |
| 5                  |
| 6                  |
| 7                  |
| 8                  |

### En groupe

#### Concours général (groupe)
Les 8 premiers aux appareils sont qualifiés pour la finale par appareil.
| Médaille d'or      |
| Médaille d'argent  |
| Médaille de bronze |
| 4                  |
| 5                  |
| 6                  |
| 7                  |
| 8                  |

#### 5 cerceaux
| Médaille d'or      |
| Médaille d'argent  |
| Médaille de bronze |
| 4                  |
| 5                  |
| 6                  |
| 7                  |
| 8                  |

#### 3 rubans, 2 ballons
| Médaille d'or      |
| Médaille d'argent  |
| Médaille de bronze |
| 4                  |
| 5                  |
| 6                  |
| 7                  |
| 8                  |

## Tableau des médailles
- Pays organisateur

| Rang  | Nation    | Or | Argent | Bronze | Total |
| ----- | --------- | -- | ------ | ------ | ----- |
| 1     | Allemagne | 5  | 1      | 0      | 6     |
| 2     | Israël    | 2  | 0      | 1      | 3     |
| 3     | Bulgarie  | 1  | 2      | 1      | 4     |
| 4     | Chine     | 1  | 2      | 0      | 0     |
| 5     | Italie    | 0  | 3      | 2      | 5     |
| 6     | Espagne   | 0  | 1      | 1      | 2     |
| 7     | Ukraine   | 0  | 0      | 2      | 2     |
| 8     | Hongrie   | 0  | 0      | 1      | 1     |
| 8     | Slovénie  | 0  | 0      | 1      | 1     |
| Total | Total     | 9  | 9      | 9      | 27    |